# The Folk Crusaders
The Folk Crusaders (ザ・フォーク・クルセダーズ, Za Fōku Kurusedāzu) (aussi connu sous le nom Fōkuru, parfois aussi écrit Folk-Ru, (フォークル), est un groupe japonais de pop, actif entre 1965 et 1968, puis sporadiquement en 2002 et 2013. Il est populaire au Japon au cours de la deuxième moitié des années 1960.

## Histoire
Le groupe est formé en 1965 par cinq étudiants Kazuhiko Katō, Osamu Kitayama, Yoshio Hiranuma (平沼義男), Mikio Inomura (Imura?) (井村幹生) et Maki Ashida (芦田雅喜) mais Ashida et Inomura le quittent assez tôt. Le trio est actif sur la scène underground de la région du Kansai pendant quelque temps mais en 1967 l'orchestre décide de se séparer et pour célébrer l'événement les musiciens sortent l'album auto-produit Harenchi à 300 exemplaires seulement. La même année, l'album est sélectionné par des stations de radio de Kyoto et Kobe qui diffusent les titres Imujingawa et Kaette kita yopparai à de nombreuses reprises. Kaette kita yopparai se vend à plus d'un million 250 000 exemplaires et reçoit un disque d'or.
Le groupe paraît dans un film portant le même titre que la chanson, Le Retour des trois soûlards réalisé par Nagisa Ōshima. Les membres du groupe continuent leur carrière dans différents ensembles mais se retrouvent avec The Folk Crusaders et sortent quelques albums.
La chanson Imujingawa à propos de la rivière Imjin et de la division de la Corée, joue un rôle dans le film Pacchigi! sorti en 2004.

## Discographie

### Albums studio
- 1967 : Harenchi
- 1968 : Kigen Nisennen
- 2002 : Sensō to Heiwa
- 2013 : Wakai Kazuhiko Katō no Yōni

### Albums live
- 1968 : Tōsei Imayō Min'yō Onshū Kai/The Folk Crusaders in Concert
- 1969 : Folk-Ru Sayonara Concert/The Folk Crusaders Farewell Concert
- 2002 : Shin Kessei Kinen - Kaisan Ongaku Kai
- 2003 : Farewell Concert - Osama Festival Hall 1968/10/17

### Compilations
- 1969 : Folk-Ru Dai Hyakkajiten
- 1990 : Big Artist Best Collection
- 1991 : Single Collection
- 2002 : Folk Crusaders and Then Twin Best
- 2002 : Memorial Folk Crusaders
- 2004 : Golden Best
- 2006 : New Best 1500
- 2006 : Super Best The Folk Crusaders
- 2010 : Otona Twin Best The Folk Crusaders and More